# Psycho Tension
PsychoTension（サンコテンション）は、音楽制作プロデューシング・音楽出版管理と作家・プロデューサーマネージメントを主とした韓国のクリエイティブカンパニー。作家チームであり、レーベルでもある。

## 概要
K-POP、韓国ドラマOSTを得意とするプロデューシングチーム、ミュージックレーベル 「Psycho Tension」は10年以上のキャリアを持つトッププロデューサー・チョン·ソンミンを中心に、オールジャンルの楽曲制作、ドラマや映画のオリジナルサウンドトラック、広告音楽、広報用音楽など制作&プロデュース&作曲・作詞・編曲活動を行っているチーム。
専属作曲家20名以上(2023.1月現在)、協力作曲家50名以上を抱え、プロデューシングのみならず、音楽レーベル・音楽出版社でもある。
現在、Mike woods、Grey、Harv、Maxなどの有名海外プロデューサーとも連携し、世界の音楽マーケットで活動。

## 主な作品
参加曲
- AIMERS - Fight inside
- Wanna One - 12番目の星(作詞作曲編曲)
- GOT7 - Remember you (作曲編曲)
- GOT7 - The Reason (作曲編曲)
- PENTAGON - Someday (作詞作曲編曲)
- JBJ - Intro (作詞作曲編曲)
- JBJ - 꿈을 꾼 듯（夢見てるよう）（作曲）
- MONSTA X - Broken Heart（作曲作詞）
- MONSTA X - Because of U（作曲作詞編曲）
- イ・カウン（AFTERSCHOOL） - Remember You（作曲編曲）
- ヘイリー - Burning (作詞作曲編曲)
- アーバンシーク - 二人で(Feat. Kebee of イルファント) (作詞作曲編曲)

放送、広告などその他
- 2018平昌冬季オリンピック聖火リレー文化大祝祭全国ツアー音楽監督(作曲編曲)
- 2018平昌冬季オリンピック ソング江原道庁主管「行こう世界へ」(作曲編曲)
- Mnet「QUEENDOM」チョン·イェイン（Lovelyz） - 親切なクムジャさん（編曲）
- KBS「ザ·ヒット」金ギョンホvsキム·ヨンジャ「禁じられたパーティー」（編曲）
- KBS出発ドリームチームBGM

海外
- 日本
  - JO1 - We Good（作詞作曲）
  - EXIT x Da-iCE - Igot it get it（作曲）
  - Nゼロ - 抱きしめて☆my heart (作詞作曲)
- タイ
  - Third&Tor Thanapob 9x9 (Nineby Nine)プロジェクト - Night Light (作曲編曲)

ドラマost
- Disney+CH「代理ﾘﾍﾞﾝｼﾞ」OST収録 ﾊﾞﾝﾋﾞ「二十歳」
- Jtbcドラマ「夫婦の世界」ostソン·スンヨン - Sad (作曲編曲)
- Jtbcドラマ「スカイキャッスル」ostハ・ジン - We all lie(編曲)
- Jtbcドラマ「補佐官」ostキム·ジェファン（Wanna One） - Black Sky（作曲編曲）
- tvNドラマ 「ミスターションシャイン」ost ペク·ジヨン - See you again (作曲編曲)
- tvNドラマ 「100日の郎君様」 ost クモ - 消されて (作詞作曲編曲)
- OCNドラマウォッチャーostハジン - Horizon (作曲編曲)
- SBSドラマ「ペントハウス シーズン3」 ost ペク·ジヨン - Let me be
- SBSドラマ 「ストーブリーグ」 ost キム·テヒョン（ディックパンクス）- 一日が暮れる （作詞作曲編曲）